# Verwaltungsgemeinschaft Ilmtal
Die Verwaltungsgemeinschaft Ilmtal lag im thüringischen Ilm-Kreis. Sie war nach dem Tal der Ilm benannt.

## Gemeinden
- Dienstedt-Hettstedt
- Ehrenstein
- Großliebringen
- Nahwinden
- Niederwillingen
- Singerberg

## Geschichte
Die Verwaltungsgemeinschaft wurde am 14. Juli 1993 gegründet. Die Auflösung erfolgte 31. Mai 1996. Mit Wirkung zum 1. Juni 1996 schlossen sich die Mitgliedsgemeinden zur neuen Gemeinde Ilmtal zusammen.